# Batalla del puente de Alcolea (1808)
La batalla del puente de Alcolea de 1808 es una batalla de la guerra de la Independencia española. Se trató de la primera batalla campal en Andalucía entre un ejército español más o menos organizado y las fuerzas francesas.

## Preliminares

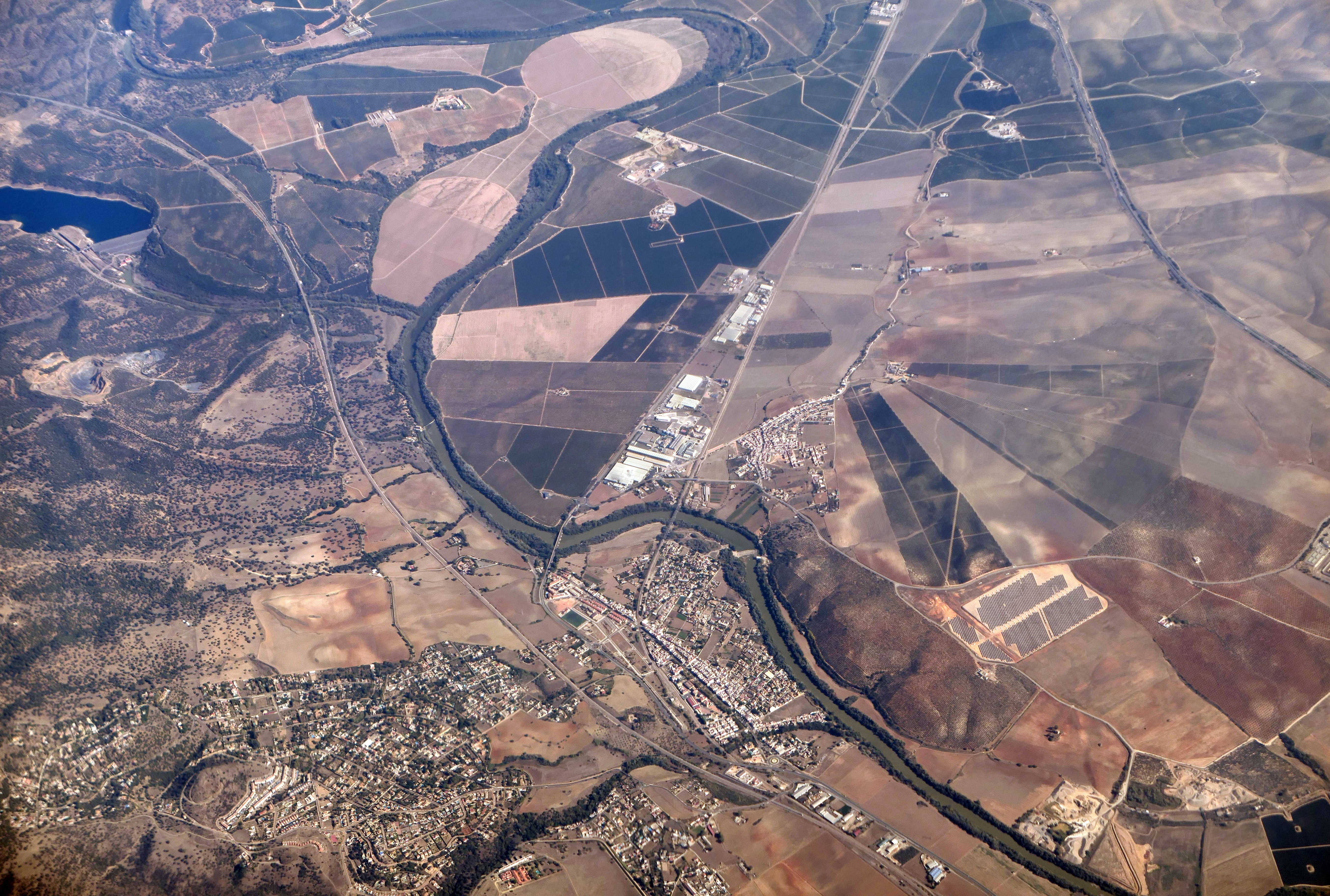
Vista aérea de Alcolea, Córdoba, donde se puede apreciar el puente en el centro de la fotografía (el de la izquierda). Córdoba se encuentra a unos kilómetros siguiendo el río hacia la derecha.

Entre mayo y junio de 1808, parte del ejército francés se dirige al sur peninsular intentando acabar con las últimas posiciones de resistencia españolas, entre ellas la nueva capital, Cádiz.
Una fuerza compuesta de más de 10 000 hombres y al mando del experimentado militar francés Dupont avanza hacia el sur andaluz sin encontrarse apenas resistencia. Tras días de marcha el ejército llega a la pequeña localidad de Alcolea, en Córdoba, en la que se encuentran acampadas varias milicias locales y algunos hombres uniformados miembros del ejército.

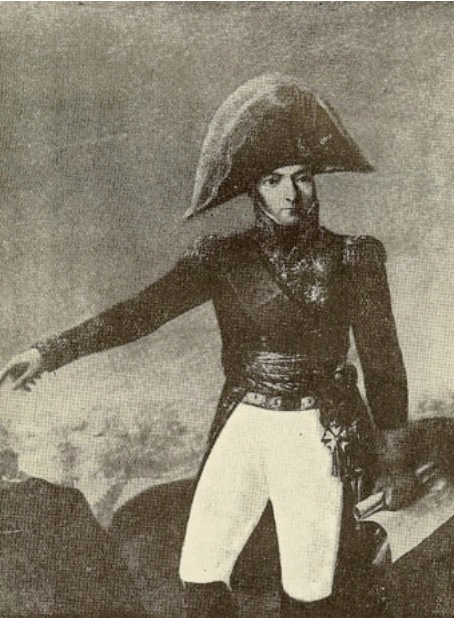
El general Dupont, quien dirigía las tropas francesas que avanzaban por el norte de Andalucía.

El 7 de junio el general Dupont llegó frente al pueblo de Alcolea. La cabeza del puente estaba defendida por Pedro Agustín de Echávarri y tenía un contingente de 1.400 soldados -dos batallones de granaderos provinciales de Andalucía, el batallón de Infantería Ligera de Campo Mayor, medio batallón suizo de Reding, un escuadrón del Regimiento de la Reina y doce cañones en la orilla derecha, mientras en la orilla izquierda se encontraban unos 5.000 paisanos armados.

## Batalla

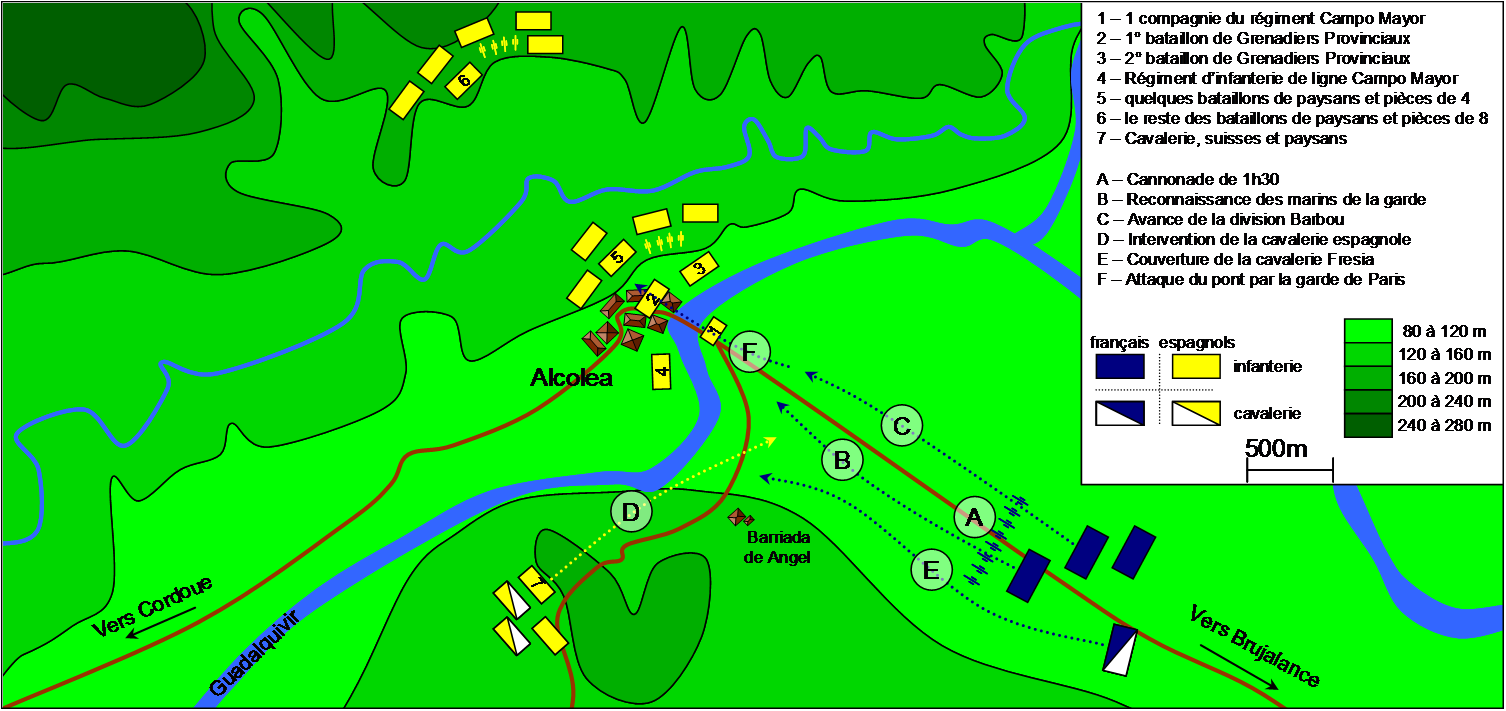
Plano de la batalla (en francés).

El ataque comenzó con el fuego de artillería francés sobre la cabeza del puente y los cañones españoles situados en la orilla opuesta. Hasta allí acudió una brigada francesa  y por ambas bandas se sucedieron violentas descargas. Otra brigada francesa se sumó a la acción y divisó a los españoles situados en la orilla izquierda. Los Marinos de la Guardia y la brigada suiza junto con la caballería fueron destacados para contener a dicho cuerpo español mientras se producía el ataque sobre el puente, al tiempo que un destacamento de la 3.ª Legión de Reserva avanzó hacia la orilla derecha para dividir los esfuerzos de los defensores mientras se desarrollaba la acción principal.
Advertidos las disposiciones del ataque, los españoles redoblaron su fuego. Sin embargo los franceses condujeron rápidamente sus fuerzas contra la cabeza del puente al tiempo que el primer Batallón de la Guardia de París atacó los atrincheramientos. Su compañía de granaderos logró coronar el obstáculo y penetrar en el recinto, lo que llevó a los españoles a retirarse. Al mismo tiempo, el grueso de las fuerzas francesas se apoderó del puente y comenzó a cruzarlo. El Regimiento de la Guardia de París, apoyado por la 3.ª Legión de Reserva, acometió a los defensores que se habían refugiado en Alcolea. A continuación la caballería y los marinos de la Guardia atacaron y dispersaron al cuerpo español situado en la orilla izquierda. El éxito permitió que los franceses cruzasen el río Guadalquivir.

## Consecuencia
Los franceses entraron en el pueblo de Alcolea pasando a cuchillo a un centenar de vecinos que encontraron armados. Los españoles se retiraron hacia Córdoba, viéndose después forzados a abandonar la ciudad, dejando tan solo una compañía de granaderos para entretener a los franceses y proteger la retirada de los demás hacia Écija. Los ejércitos franceses, tras tomar y saquear Córdoba el 13 de junio, continuarán hacia el sur hasta ser derrotados en la Batalla de Bailén.
- Datos: Q2890927
- Multimedia: Battle of Alcolea Bridge / Q2890927